# Strunkovice nad Blanicí
Strunkovice nad Blanicí – miejscowość i gmina (obec) w Czechach, w kraju południowoczeskim, w powiecie Prachatice. W 2022 roku liczyła 1264 mieszkańców.